# Jörg Bong
Jörg Bong (Bad Godesberg, 17 febbraio 1966) è uno scrittore, editore e critico letterario tedesco, noto in particolare per la serie di romanzi polizieschi con protagonista il commissario Dupin, pubblicati con lo pseudonimo di Jean-Luc Bannalec.

## Biografia
Jörg Bong è nato a Bad Godesberg, distretto della città di Bonn, nel 1966, e ha studiato filologia tedesca all'Università di Bonn e all'Università Goethe di Francoforte. All'Università di Francoforte ha lavorato come assistente dell'autrice e saggista Silvia Bovenschen e ha supervisionato per alcuni anni le lezioni di poetica.
Nel 1997 ha iniziato a lavorare per la casa editrice S. Fischer Verlag, ricoprendo dal 2012 la posizione di direttore editoriale. Presso Fisher Verlag ha creato le collane tematiche "Fischer Klassik", "Fischer Geschichte" e "Fischer Jugendbuch". Nel 2019 ha dato le dimissioni dalla casa editrice per dedicarsi completamente all'attività di scrittore.
A partire dal 2012 ha pubblicato con lo pseudonimo di Jean-Luc Bannalec una serie di romanzi polizieschi con protagonista il commissario George Dupin ambientati nella regione di Concarneau, in Bretagna, dove l'autore possiede una casa da diversi anni.
I libri sono stati tradotti in quattordici lingue e da essi è stata tratta la serie televisiva tedesca Il commissario Dupin con protagonista Pasquale Aleardi.
La serie è stata un successo di pubblico soprattutto in Germania e ha portato ad un notevole aumento dei turisti tedeschi nella regione dove è ambientata, tanto che nel 2016 la regione Bretagna ha assegnato a Jörg Bong il premio "Mécène de Bretagne", dedicato alle persone la cui attività ha contribuito al diffondersi dell'influenza culturale, turistica ed economica della regione.

## Opere

### Con lo pseudonimo di Jean-Luc Bannalec

#### Serie del commissario Dupin
- Natura morta in riva al mare (Bretonische Verhältnisse – Ein Fall für Kommissar Dupin, 2012), trad. di Giulia Cervo, Milano, Piemme, giugno 2013, ISBN 978-88-566-3111-1; col titolo Intrigo bretone. Omicidio a Pont-Aven. Il primo caso del commissario Dupin, Collana Super Beat, Vicenza, BEAT, 2020, ISBN 978-88-6559-666-1.
- Lunedì nero per il Commissario Dupin (Bretonische Brandung – Kommissar Dupins zweiter Fall, 2013), trad. di Giulia Cervo, Milano, Piemme, giugno 2014, ISBN 978-88-566-3656-7; col titolo Risacca bretone. Delitto sulle isole Glénan. Il secondo caso del commissario Dupin, Collana Super Beat, Vicenza, BEAT, 2020, ISBN 978-88-655-9740-8.
- Un caffè amaro per il commissario Dupin (Bretonisches Gold – Kommissar Dupins dritter Fall, 2014), trad. di Giulia Cervo, Milano, Piemme, 2015, ISBN 978-88-566-3722-9; col titolo Oro bretone. Scomparsa a Guérande. Il terzo caso del commissario Dupin, Collana Super Beat, Vicenza, BEAT, 2021, ISBN  978-88-655-9817-7.
- Orgoglio bretone. Morte sul fiume Belon. Il quarto caso del commissario Dupin (Bretonischer Stolz – Kommissar Dupins vierter Fall, 2015), trad. di Chiara Ujka, Collana Super Beat, Vicenza, BEAT, 2022, ISBN 978-88-6559-881-8.
- Marea bretone. Leggende e delitti a Île-de-Sein. Il quinto caso del commissario Dupin (Bretonische Flut – Kommissar Dupins fünfter Fall, 2016), trad. di Chiara Ujka, Collana Super Beat, Vicenza, BEAT, 2022, ISBN 979-12-550-2035-6.
- Bagliore bretone. Sparizioni sulla costa di granito rosa, (Bretonisches Leuchten – Kommissar Dupins sechster Fall, 2017), trad. di Chiara Ujka, Collana BEAT, Vicenza, Neri Pozza, 2023, ISBN 979-12-550-2026-4.
- Segreto bretone. Omicidio nella foresta di Brocéliande. Un caso per il commissario Dupin (Bretonische Geheimnisse – Kommissar Dupins siebter Fall, 2018), trad. di Chiara Ujka, Collana I Neri, Vicenza, Neri Pozza, 2024, ISBN 978-88-545-2940-3.
- Bretonisches Vermächtnis – Kommissar Dupins achter Fall, Kiepenheuer & Witsch, Köln 2019, ISBN 978-3-462-05265-7.
- Bretonische Spezialitäten – Kommissar Dupins neunter Fall, Kiepenheuer & Witsch, Köln 2020, ISBN 978-3-462-05401-9.
- Bretonische Idylle – Kommissar Dupins zehnter Fall, Kiepenheuer & Witsch, Köln 2021, ISBN 978-3-462-05402-6.
- Bretonische Nächte – Kommissar Dupins elfter Fall, Kiepenheuer & Witsch, Köln 2022, ISBN 978-3-462-05403-3.
- Bretonischer Ruhm – Kommissar Dupins zwölfter Fall, Kiepenheuer & Witsch, Köln 2023, ISBN 978-3-462-05404-0.
- Bretonische Sehnsucht – Kommissar Dupins dreizehnter Fall, Kiepenheuer & Witsch, Köln 2024, ISBN 978-3-462-00246-1.

#### Altre pubblicazioni
- Bretonisches Kochbuch - Kommissar Dupins Lieblingsgerichte, 2016
- Bretonisches Kochbuch. Kommissar Dupins Lieblingsgerichte, con Catherine e Arno Lebossé, Kiepenheuer & Witsch, Köln 2016, ISBN 978-3-462-04792-9.
- Magische Bretagne: Kommissar Dupins Landschaften, libro con 112 fotografie della Bretagna, Kiepenheuer & Witsch, Köln 2019, ISBN 978-3-462-05297-8.
- Die schönsten bretonischen Sagen, con Tilman Spreckelsen, Kiepenheuer & Witsch, Köln 2020, ISBN 978-3-462-00105-1.
- Dupins Bretagne: Ein Reiseführer, con Manfred Görgens, Kiepenheuer & Witsch, Köln 2023, ISBN 978-3-462-00176-1.